# Boeuf bourguignon

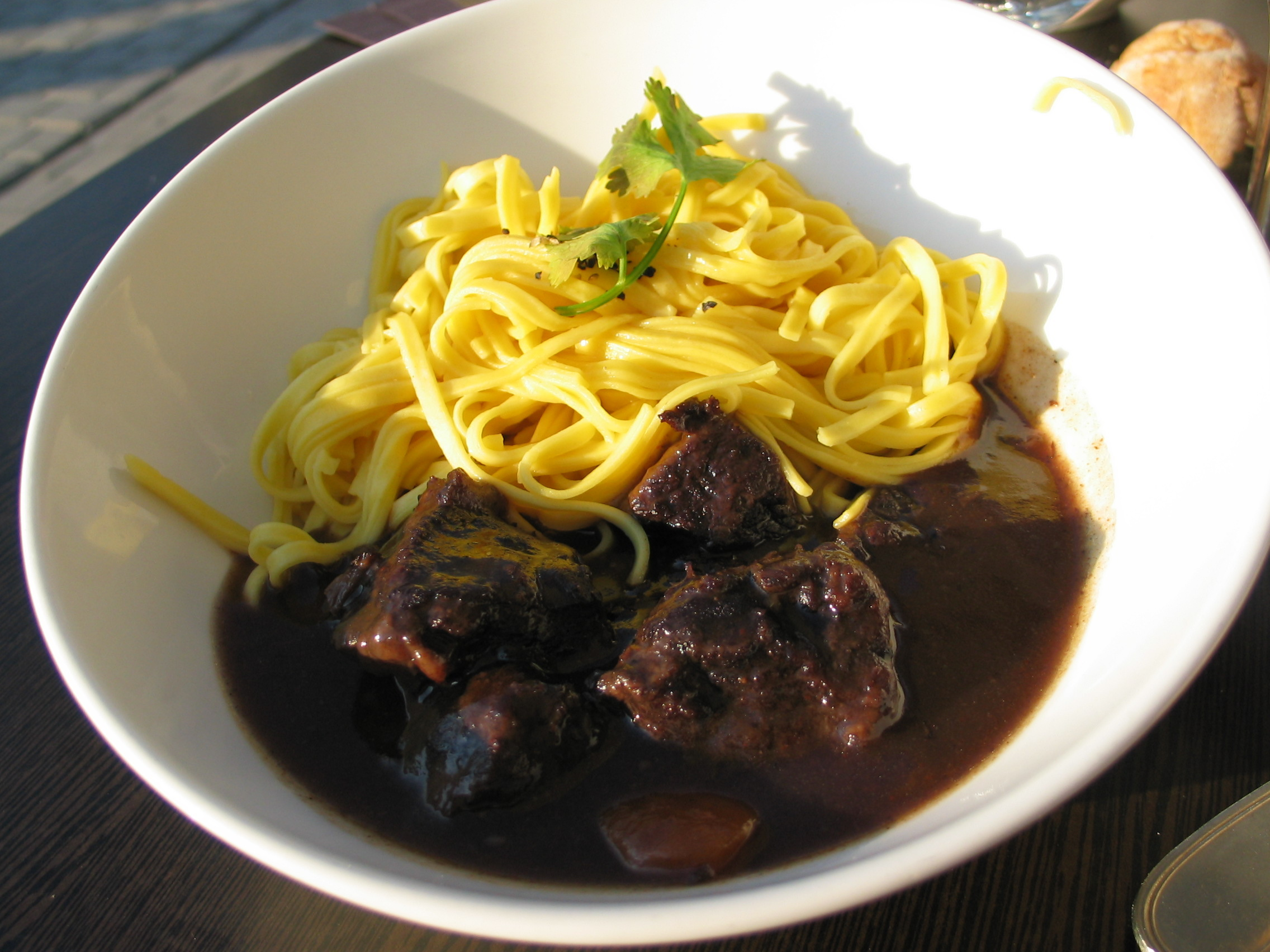
Boeuf bourguignon servit amb pasta.

El bou a la borgonyesa o, en francès, bœuf bourguignon, és un plat típic de la regió francesa de la Borgonya, que a França és coneguda pel seu vi negre. Es tracta d'un plat molt conegut a França i, a través d'ella, a alguns altres països sobretot a l'època (anys 60 a, com a molt, 80) en què hi estava de moda la nouvelle cuisine francesa. Aquest estofat té com a ingredient principal el bou marinat en vi i cuit generalment amb all, cebes o escalunyes, un farcellet d'herbes (una fulla de llorer, una branca de romaní i una de farigola, per exemple) i bolets picolats.